# ヨン・ジュンソク
ヨン・ジュンソク（朝鮮語: 연준석、英語:Yeon Joon-seok、1995年12月15日-)は韓国の俳優、元子役。身長180cm。

## 出演

### 映画
- デュエリスト(형사 Duelist：2005 )[子供新郎]
- 師の恩(스승의 은혜：2006 )[幼いミョンホ]
- 甘いウソ(달콤한거짓말：2008 )[中学生のトンシク]
- ソウルが見えるか?(서울이 보이냐?：2008 )[チュンサム]

### テレビドラマ
- 空くらい地くらい【原題：하늘만큼 땅만큼】（2007年、KBS） - セジュン役
- イルジメ〜一枝梅【原題：일지매】（2008、SBS） - ハンス役
- ラブ・トレジャー 〜夜になればわかること〜（2008年、MBC）
- 華麗なる遺産【原題：찬란한 유산】（2009年、SBS） - コ・ウヌ役
- お隣さんは元ダンナ（2010年、SBS） - パク・ジョンミン役
- ハッピーエンディング（2012年、JTBC） - キム・ドンハ役
- 曲り道（2012年、KBS） - チェ・ドンハ役
- がんばれ、ミスター・キム!（2012年-2013年、KBS） - リ・チョルリョン役
- サメ～愛の黙示録～（2013年、KBS） - ハン・イス（少年時代）役
- 応答せよ1994【原題：응답하라1994】（2013年、tvN） - キム・ドンウ役
- 願いを言ってみて（2014年-2015年、MBC） - ソン・ソッキョン役
- チョコバンク（2016年、WEB） - ペ・ダルス役
- 私の彼はエプロン男子（2018年、KBS） - パク・ガラム役
- ボクスが帰ってきた（2018年-2019年、SBS） - オ・ヨンミン役
- 真剣勝負【原題：진검승부】（2022年、KBS） - イ・チョルギ役